# Got7
Got7 (кор. 갓세븐, стилізується маюскулом) — південнокорейський бой-бенд, сформований у 2014 році компанією JYP Entertainment. У гурті задіяно сім учасників, які родом з Південної Кореї, Таїланду, Гонконгу і США. Джейбі, Джиньон, Йондже і Югьом з Південної Кореї, Марк тайванець американського походження (народився в Лос-Анджелесі), Джексон з Гонконга і Бем Бем з Таїланду. До дебюту в гурті Джейбі і Джиньон були частиною дуету JJ Project.
GOT7 стали першим чоловічим гуртом JYP Entertainment за шість років з часів дебюту 2PM в 2008 році, а також привернули увагу за рахунок використання «трюків бойових мистецтв» у своїх виступах. 20 січня 2014 року гурт випустив свій дебютний мініальбом Got It?, який потрапив на другу сходинку Gaon Album Chart. Офіційно дебютували на телешоу M Countdown з синглом «Girls Girls Girls». 18 листопада 2014 року був випущений перший студійний альбом Idetify, продовження якого стало другим повноформатним альбомом Flight Log: Turbulence.
За свою роботу в 2014 році GOT7 виграли номінацію «Кращий новачок року» на Seoul Music Awards і отримали три номінації на Golden Disk Awards, здобувши перемогу в категорії «Новий Артист». 22 жовтня 2014 року гурт  дебютував в Японії з синглом «Around the World». У 2016 році був випущений перший японський альбом Moriagatteyo.

## Кар'єра

### 2012—2013: Предебют
У 2012 році Джейбі і Джинйо дебютували як актори в дорамі «Висота мрії», а пізніше як частина дуету JJ Project з синглом «Bounce», тоді як Марк, Джексон, Бем Бем і Югьом вперше з'явилися в четвертому епізоді реаліті-шоу на виживання «Who is Next: WIN», яке вийшло в ефір 6 вересня 2013 року. Йондже стажувався сім місяців, і став єдиним учасником з найкоротшим періодом стажування до дебюту.

### 2014: Дебют зGot It?,Got Love,IdentifyіAround The World

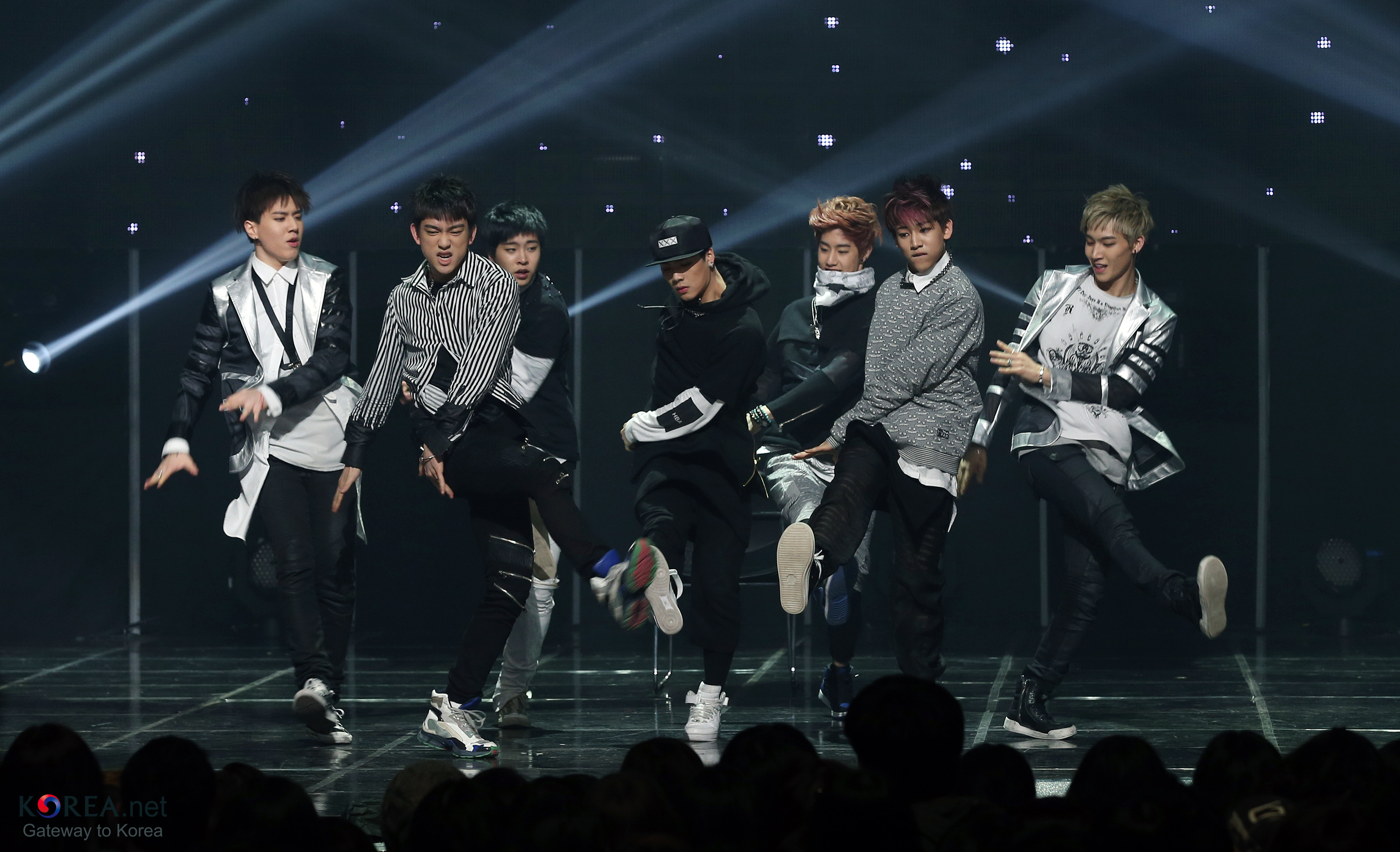
GOT7 на M! Countdown, січень 2014 року

14 січня 2014 року JYP Entertainment офіційно оголосили про дебют нового бойбенду, що складається з семи учасників, три з яких не є корейцями: Джексон з Гонконгу, Марк з США і Бем Бем з Таїланду. Це перший чоловічий гурт компанії протягом шести років, з моменту дебюту 2PM у 2008 році. GOT7 — це хіп-хоп гурт, що використовує на виступах елементи різних бойових мистецтв, що робить його досить схожим з 2PM, які користуються подібними прийомами під час своїх концертів. 20 січня був випущений перший мініальбом Got It?. Він зміг досягти вершини світового альбомного чарту Billboard і другої сходинки Gaon Album Chart. 16 січня гурт дебютував на музичному шоу M! Countdown з синглом «Girls Girls Girls». Майже відразу після дебюту GOT7 підписали контракт з Sony Music Entertainment і провели шоукейс в Японії перед публікою в 9 тисяч осіб.
23 червня був випущений другий мініальбом Got Love разом з синглом «А», написаним і спродюсованим Пак Чин Еном. Для свого камбеку гурт змінив стиль на більш свіжий і яскравий. У листопаді GOT7 випустили свій перший студійний альбом «Identify» та музичне відео на головний сингл «Stop Stop It». Альбом дебютував на вершині Gaon Album Chart, а сингл зайняв пікову четверту сходинку в Billboard World Digital Songs Chart. У жовтні гурт почав тур «GOT7 Japan 1st Tour 2014» без офіційного дебюту в Японії. 22 жовтня вони дебютували в Японії з синглом «Around the World», який також включав пісню «So Lucky», написану та спродюсовану учасником 2PM Мінджуном.

### 2015:Love Train,Just Right,Laugh Laugh LaughіMad

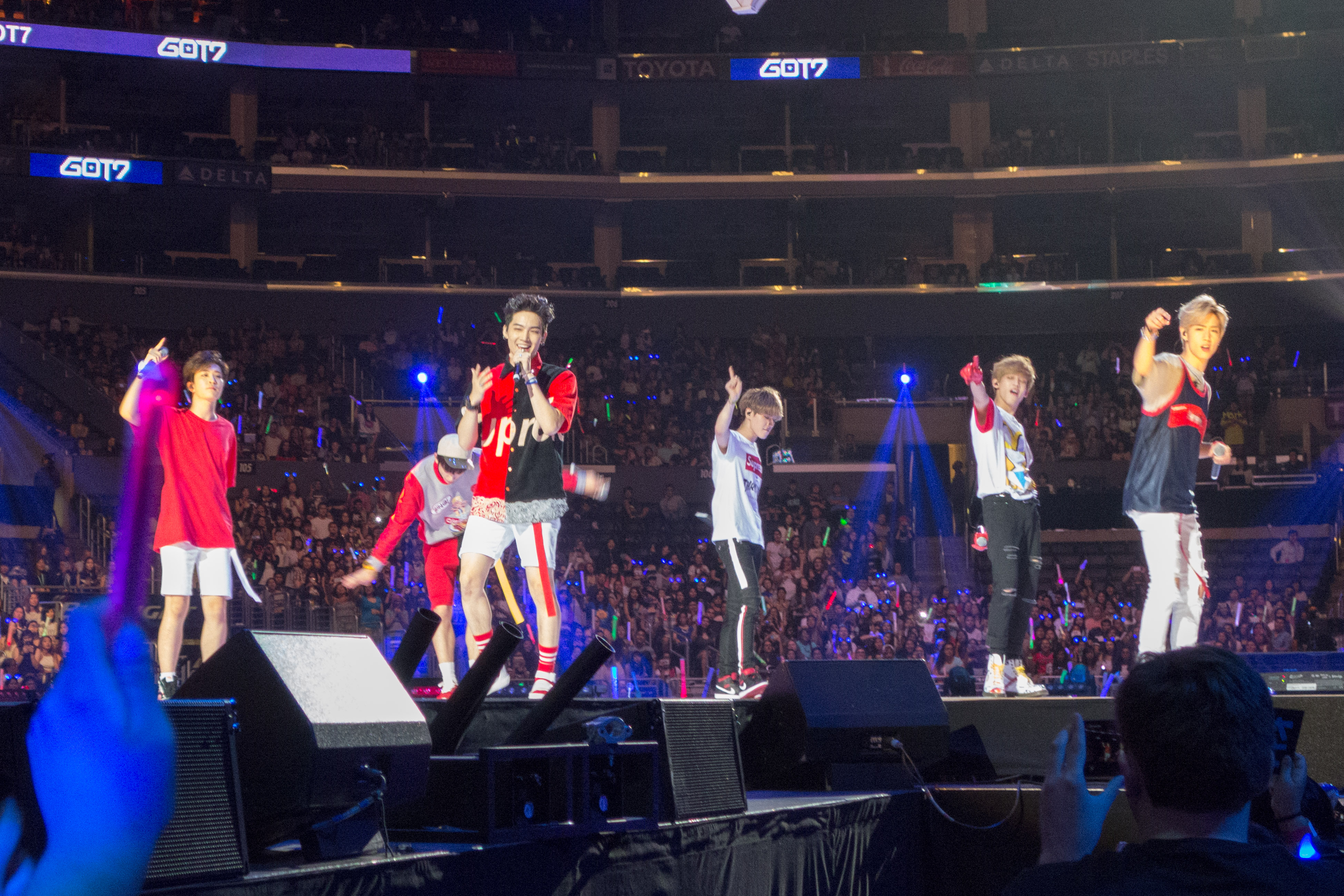
GOT7 на фестивалі KCON, серпень 2015 року

В січні 2015 року GOT7 перемогли в номінації «Новачок Року» на премії Golden Disk Awards і Seoul Music Awards. У тому ж місяці гурт запустив власну дораму «Ніж Мрії», де в головну роль зіграла відома корейська актриса Сон Хайон. Сюжет розгортається навколо дівчини, яка з болем ділиться своєю мрією, любов'ю і дружбою з групою невідомих молодиків. Дораму подивилося майже 13 мільйонів осіб. Проект отримав безліч нагород, включаючи «Кращу Драму».
10 червня гурт випустив свій другий японський сингл «Love Train», який дістався до четвертого місця в сингловому чарті Oricon. Третій мініальбом Just Right був випущений 13 липня.
23 вересня був випущений третій японський сингл «Laugh Laugh Laugh» разом з бі-сайд синглом «Be My Girl». У перший тиждень було продано понад 35 тисяч копій, що дозволило йому дебютувати на першому місці в чарті Oricon.
Четвертий мініальбом Mad був випущений в Південній Кореї 29 вересня поряд з відеокліп на сингл «If You Do». 23 листопада вони випустили своє перше перевидання «Mad: Winter Edition», яке включало в себе три додаткових треки: «Confession Songs», «Everyday» і «Farewell».

### 2016:Flight Log: Departure,Fly TourіFlight Log: Turbulence

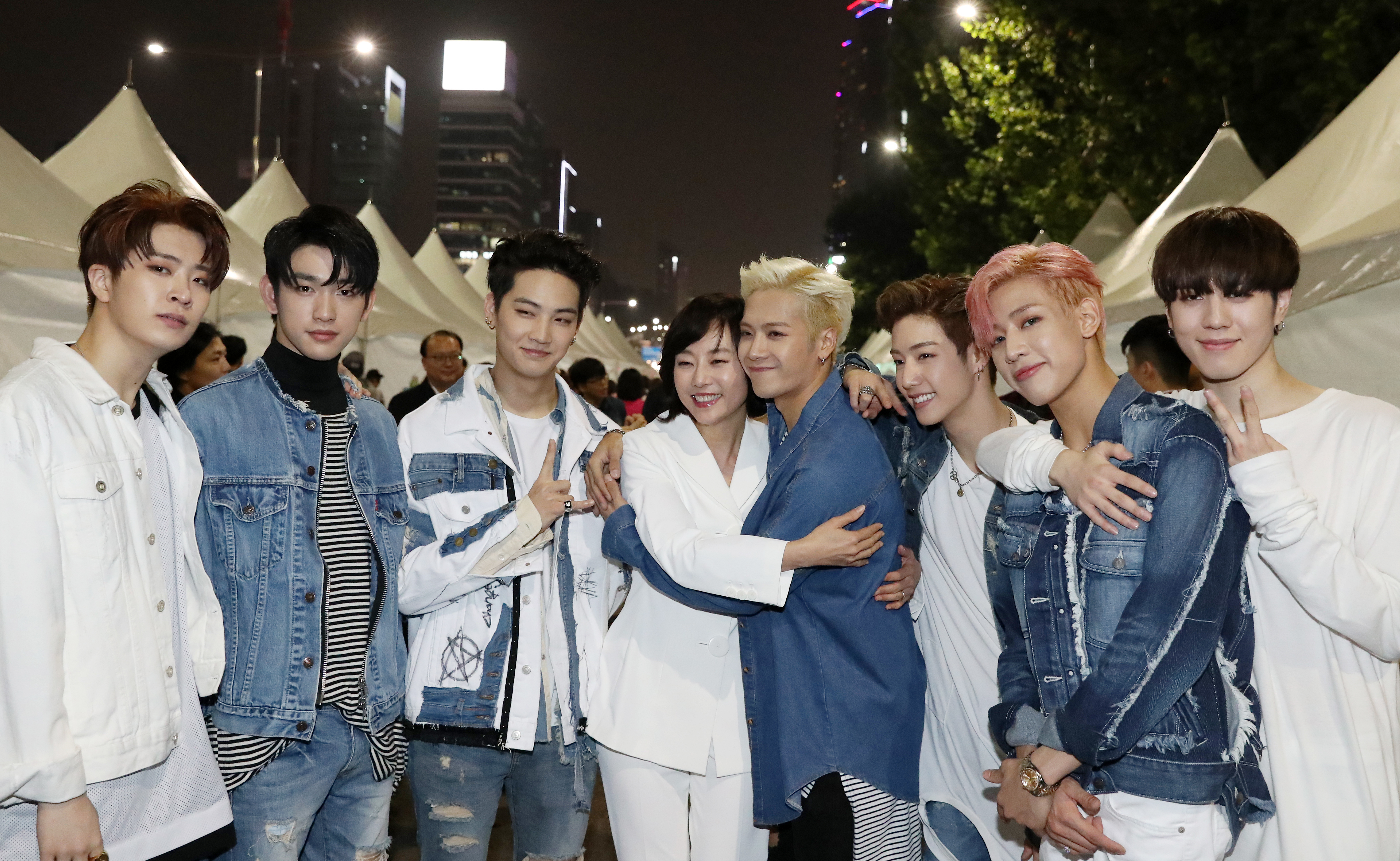
GOT7 на Korea Sale Festa з міністром культури, спорту і туризму Чо Юсоном, вересень 2016 року

15 лютого 2016 року GOT7 і TWICE стали моделями для NBA Style Korea. 21 березня був випущений п'ятий мініальбом Flight Log: Departure. 9 квітня гурт потрапив в чарт Billboard Artist Chart на 45 місце, ставши лише другими корейськими артистами (після PSY), які змогли потрапити в цей рейтинг. 12 квітня була випущена композиція «Home Run», в написанні і продюсуванні якої взяв участь Джейбі.
Тур «Fly Tour» розпочався 29 квітня в Сеулі, і продовжився влітку в Китаї, Японії, Таїланді, Сінгапурі і США; всі шоу були повністю розпродані.
У липні гурт став обличчям Est Cola для Таїланду. 27 вересня GOT7 випустили свій другий повноформатний альбом Flight Log: Turbulence, який складається з 13 пісень, включаючи головний сингл «Hard Carry». 11 з 13 пісень альбому були написані і спродюсовані самими учасниками. У Кореї було продано понад 200 тисяч копій платівки, що дозволило їй дебютувати на вершині світового альбомного чарту Billboard, в США було продано понад 2 тисячі копій.
13 березня 2017 року відбувся реліз мініальбому Flight Log: Arrival, котрий став кінцевим у трилогії гурту. В той же день відбувся реліз відеокліпу на головний сингл «Never Ever». 31 липня відбулося повернення JJ Project з мініальбомом VERSE 2. 9 жовтня відбувся реліз шостого мініальбому 7 for 7.

### 2018:Eyes On You, Світовий тур таPresent: You
9 березня 2018 року Got7 були обрані як офіційні посли Корейського Національного Пожежного Агентства. 12 березня гурт повернувся на сцену з восьмим мініальбомом Eyes on You. Сингл «Look» був спродюсований і написаний за участі Джейбі, інші учасники також брали участь у створенні альбому. Через декілька годин після релізу «Look» злетів на верхівки головних музикальних чартів Кореї, ставши найуспішнішим синглом Got7 з моменту дебюту. Eyes on You став № 1 в iTunes 20-ти країн, і став № 1 у щоденному альбомному чарті Hanteo.
4-6 травня стартував світовий тур в Сеулі. Дати туру продовжувались протягом всього літа, розпродаючи шоу в Азії, Європі, Північній та Південній Америці. Під час гастролей по США, Got7 стали першим K-pop гуртом, який виступив у Бруклінському Центрі.
Впродовж травня та червня Got7 одночасно провели тур в Японії, а в їх світовому турне під назвою «Got7 Japan Fan Connecting Hall Tour 2018: The New Era» у підтримку свого японського синглу «The New Era», котрий був випущений 20 червня. Сингл очолив чарти Oricon, зайняв номер один у чарті і на Billboard Japan.
17 вересня Got7 випустили свій третій студійний альбом під назвою Present: You. Після виходу альбому заголовний трек «Lullaby» очолив основні чарти у реальному часі в Кореї. Present: You також розмістився під № 1 в 25 країнах у чартах альбомів iTunes. Під час просування альбому Got7 стали третім чоловічим гуртом, що провів шоу на Mnet через телевізійний канал, Facebook і YouTube. «GOT7 Comback Show» вийшов в ефір через дві години після виходу альбому.

### 2019:I Won't Let You Go, дебют саб-юніту,Spinning TopтаCall My Name
30 січня 2019 року Got7 випустили свій третій мініальбом I Won't Let You Go, котрий дебютував під № 1 у щоденному альбомному чарті Oricon з передбачуваними продажами 22 948 копій, утримуючи позицію впродовж всього тижня і зрештою очолюючи щотижневий альбомний чарт Oricon за тиждень 28 січня-3 лютого.
13 лютого 2019 року JYP Entertainment натякнув на саб-юніт 2-го підрозділу GOT7, пізніше з'ясувалось, що він буде складатися із JB та Югьома з назвою Jus2. Вони випустили своє музичне відео під назвою «Focus on Me» 4 березня і услід за ним випустили свій дебютний альбом Focus на наступний день. У них також був свій тур по містах у деяких азійських містах, таких як Макао, Тайбей, Токіо и так далі.
Гурт випустив дев'ятий мініальбом Spinning Top: Between Security & Unsecurity 20 травня. Потім вони відправились в світове турне з 15 червня по 26 жовтня. Під час своєї північноамериканської зупинки Got7 з'явились на Today 26 червня, ставши першим корейський гуртом, що виступив на шоу.
31 липня Got7 випустили свій четвертий японський мініальбом Love Loop, що дебютував на № 2 у щоденному альбомному чарті Oricon з передбачуваними продажами 15 257 копій, піднявшись на перше місце 3 серпня. В честь випуску з 30 липня по 12 серпня у Токіо і Осаці був відкритий спеціальний випливаючий магазин зі спеціальним меню. Гурт провів тур Our Loop Tour з 30 липня по 18 серпня.

4 листопада GOT7 випустили десятий мініальбом Call My Name.

## Учасники
| Сценічний псевдонім | Сценічний псевдонім | Сценічний псевдонім | Справжнє ім'я      | Справжнє ім'я                | Справжнє ім'я             | Дата народження              | Позиція у гурті                            | Місце народження                       |
| Українською         | Латиницею           | Хангилем            | Українською        | Латиницею                    | Хангиль / ханча / тайська | Дата народження              | Позиція у гурті                            | Місце народження                       |
| ------------------- | ------------------- | ------------------- | ------------------ | ---------------------------- | ------------------------- | ---------------------------- | ------------------------------------------ | -------------------------------------- |
| Марк                | Mark                | 마크                | Марк Туан          | Dong Yieun / Mark Yi En Tuan | 동의은 / 段宜恩           | 4 вересня 1993 (31 рік)      | Репер, головний трикер                     | Лос-Анджелес, США                      |
| Джейбі              | Jay B               | 제이비              | Ім Джебом          | Im Jaebeom                   | 임재범                    | 6 січня 1994 (31 рік)        | Лідер, ведучий вокаліст                    | Коян, Кьонгі, Південна Корея           |
| Джексон             | Jackson             | 잭슨                | Джексон Ван        | Jackson Wang                 | 王嘉爾                    | 28 березня 1994 (31 рік)     | Головний репер, ведучий танцюрист, трикер  | Гонконг                                |
| Джиньон             | Jinyoung            | 진영                | Пак Джиньон        | Park Jinyoung                | 박진영                    | 22 вересня 1994 (30 років)   | Вокаліст, віжуал                           | Чхванвон, Кьосан-Намдо, Південна Корея |
| Йондже              | Youngjae            | 영재                | Чхве Йондже        | Choi Youngjae                | 최영재                    | 17 вересня 1996 (28 років)   | Головний вокаліст                          | Мокпхо, Південна Чолла, Південна Корея |
| БемБем              | BamBam              | 뱀뱀                | Канпімук Бхувакуль | Kunpimook Bhuwakul           | กันต์พิมุกต์ ภูวกุล              | 2 травня 1997 (28 років)     | Репер, ведучий танцюрист                   | Бангкок, Таїланд                       |
| Югьом               | Yugyeom             | 유겸                | Кім Югьом          | Kim Yugyeom                  | 김유겸                    | 17 листопада 1997 (27 років) | Головний танцюрист, вокаліст, репер, макне | Сеул, Південна Корея                   |

## Дискографія
| Корейські альбоми Студійні альбоми Identify (2014) Flight Log: Turbulence (2016) Present: You (2018) Breath of Love: Last Piece (2020) Мініальбоми Got It? (2014) Got Love (2014) Just Right (2015) Mad (2015) Flight Log: Departure (2016) Flight Log: Arrival (2017) 7 for 7 (2017) Eyes on You (2018) Spinning Top (2019) Call My Name (2019) DYE (2020) Сингли ENCORE (2021) | Японські альбоми Студійні альбоми Moriagatteyo (2016) Мініальбоми Hey Yah (2016) Turn Up (2017) I Won't Let You Go (2019) Love Loop (2019) |  |

## Нагороди та номінації

### Mnet Asian Music Awards
| Рік  | Назва | Категорія                       | Результат |
| ---- | ----- | ------------------------------- | --------- |
| 2014 | GOT7  | Кращий новий артист             | Номінація |
| 2014 | GOT7  | Артист року за версією UnionPay | Номінація |

### Seoul Music Awards
| Рік  | Назва    | Категорія                | Результат |
| ---- | -------- | ------------------------ | --------- |
| 2015 | GOT7     | Новачок року             | Перемога  |
| 2015 | GOT7     | Popularity Award         | Номінація |
| 2015 | GOT7     | Спеціальна премія Hallyu | Номінація |
| 2015 | Got Love | Премія Bonsang           | Номінація |

### Golden Disk Awards
| Рік  | Назва    | Категорія                  | Результат |
| ---- | -------- | -------------------------- | --------- |
| 2015 | GOT7     | Кращий новий артист        | Перемога  |
| 2015 | Got Love | Disk Bonsang               | Номінація |
| 2015 | GOT7     | Премія China Star Goodwill | Перемога  |

### Gaon Chart K-Pop Awards
| Рік  | Назва | Категорія    | Результат |
| ---- | ----- | ------------ | --------- |
| 2015 | GOT7  | Новачок року | Номінація |

### Fashion Power Awards
| Рік  | Назва | Категорія                       | Результат |
| ---- | ----- | ------------------------------- | --------- |
| 2015 | GOT7  | Asia Style Best Influence Group | Перемога  |

### YinYue V-Chart
| Рік  | Назва | Категорія                 | Результат |
| ---- | ----- | ------------------------- | --------- |
| 2015 | GOT7  | Кращий корейський новачок | Перемога  |

### 15th Top Chinese Music Festival
| Рік  | Назва | Категорія                                         | Результат |
| ---- | ----- | ------------------------------------------------- | --------- |
| 2015 | GOT7  | Самий багатообіцяючий новачок (Зарубіжні артисти) | Перемога  |

### Thailand Asia SEED Awards
| Рік  | Назва | Категорія                             | Результат |
| ---- | ----- | ------------------------------------- | --------- |
| 2015 | GOT7  | Найпопулярніший азійський артист року | Перемога  |

## Тури

### Хедлайнери
- GOT7 Japan 1st Tour 2014 (2014)
- GOT7 Japan Tour 2016 (2016)

### Світові турне
- Fly Tour (2016)

### Концерти
- JYP Nation Concert «One Mic» (2014)
- JYP Nation Concert «Mix & Match» (2016)

## Фільмографія

### Різні шоу
| Рік  | Назва                          | Канал       | Учасник                                | Епізод                                       | Примітки                                      |
| ---- | ------------------------------ | ----------- | -------------------------------------- | -------------------------------------------- | --------------------------------------------- |
| 2012 | MTV Diary                      | SBS MTV     | JB, Junior                             |                                              |                                               |
| 2012 | The Romantic & Idol            | tvN         | JB                                     |                                              |                                               |
| 2013 | Who Is Next: WIN               | Mnet        | Марк, Джексон, Бем Бем, Югьом          | Епізод 4                                     | JYP trainee                                   |
| 2014 | After School Club              | Arirang     | Всі учасники                           | Епізоди 41, 77                               |                                               |
| 2014 | Star King                      | SBS         | JB, Джексон, Марк, Йондже              | Епізод 355                                   |                                               |
| 2014 | King of Food                   | KBS         | Junior                                 |                                              |                                               |
| 2014 | 1000 Song Challenge            | SBS         | JB, Junior, Джексон, Йондже            | Епізод 289                                   |                                               |
| 2014 | Let's Go Dream Team 2          | KBS         | Junior, Йондже                         | Епізоди 228, 229                             |                                               |
| 2014 | Immortal Song 2                | KBS         | Всі учасники                           |                                              |                                               |
| 2014 | After School Club              | Arirang     | Джексон, Марк                          | Епізоди 58, 80, 84                           | Спеціальні MC                                 |
| 2014 | RealGOT7: Season 1             | YouTube     | Всі учасники                           |                                              |                                               |
| 2014 | Roommate                       | SBS         | Джексон                                | 2 сезон                                      |                                               |
| 2014 | I GOT7                         | SBS MTV     | Всі учасники                           |                                              | Також транслюється на Youku & Tudou (в Китаї) |
| 2014 | Weekly Idol                    | MBC Every 1 | Всі учасники                           | Епізоди 146, 156, 177                        |                                               |
| 2014 | See You In Japan               | YouTube     | Всі учасники                           |                                              | Японське вебшоу                               |
| 2014 | Idol Futsal Championship       | MBC         | Всі учасники                           |                                              |                                               |
| 2014 | Quiz to Change the World       | MBC         | Джексон, Junior                        | Епізоди 252, 253, 256, 257                   |                                               |
| 2014 | A Song for You Season 3        | KBS         | Всі учасники                           | Епізод 2                                     |                                               |
| 2014 | 4 Things Show                  | Mnet        | JB                                     | Епізод 9                                     |                                               |
| 2014 | 1 vs. 100                      | KBS2        | JB, Junior                             |                                              |                                               |
| 2014 | Star King                      | SBS         | Джейбі, Марк, Джексон, Jr.             | Епізоди 372, 373                             |                                               |
| 2014 | M!Countdown Begins Open Studio | Mnet        | Всі учасники                           |                                              |                                               |
| 2014 | Meet & Greet                   | M-wave      | Всі учасники                           |                                              |                                               |
| 2014 | King of Ratings                | KBS         | Всі учасники                           |                                              |                                               |
| 2014 | Hitmaker                       | MBC Every 1 | Джексон                                |                                              |                                               |
| 2014 | RealGOT7: Season 2             | YouTube     | Всі учасники                           |                                              |                                               |
| 2014 | Singer Game                    | Mnet        | Всі учасники                           | JYP Entertainment vs. Starship Entertainment |                                               |
| 2014 | Emergency Escape Number One    | KBS         | Всі учасники                           |                                              |                                               |
| 2014 | We Got Married                 | MBC         | Джейбі, Junior, Йондже, Бем Бем, Югьом | Епізод 27                                    |                                               |

### Серіали
| Рік  | Назва                     | Канал         | Учасник      | Роль                |
| ---- | ------------------------- | ------------- | ------------ | ------------------- |
| 2012 | Одержимі мрією 2          | KBS2          | Джейбі       | JB/Чан Удже         |
| 2012 | Одержимі мрією 2          | KBS2          | Jinyoung     | Чон Ий-бон          |
| 2013 | Коли чоловіки закохуються | MBC           | JB           | Со Міджун           |
| 2013 | Коли чоловіки закохуються | MBC           | Jinyoung     | Ттоль І             |
| 2015 | Лицар мрії                | Youku Tudou   | Всі учасники |                     |
| 2015 | Моя любов Ин Дон          | Naver TV Cast | Джиньон      | Чі Юнхо             |
| 2016 | Легенда синього моря      | SBS           | Jinyoung     | молодий Кім Дамрьон |

### Фільми
| Рік  | Назва          | Учасник | Роль      |
| ---- | -------------- | ------- | --------- |
| 2016 | Бродячий козел | Джиньон | Чо Мінсік |